# Robert de Briwes
Sir Robert de Briwes (auch Brywes oder Brewys) († zwischen 24. Juni 1275 und 28. August 1276) war ein englischer Richter.

## Herkunft, Erbe und Ehe
Robert de Briwes stammte aus Somerset, wo seine Familie spätestens seit den 1170er Jahren Grundbesitz besaß. Er wurde aber noch in der zweiten Hälfte des 20. Jahrhunderts aufgrund seines Namens mit dem anglo-schottischen Magnaten Robert de Brus, Lord of Annandale verwechselt. Tatsächlich war er ein Sohn eines John de Briwes, wobei seine genaue Abstammung ungeklärt ist. 1201 dienten zwei John de Briwes als königliche Richter in Cornwall, die Vater und Sohn waren. Von ihnen hatte einer 1207 Kontakte mit dem königlichen Schatzamt, während der andere mit einer Margery verheiratet war und Landbesitz in Surrey und Wiltshire besaß. Die Margery war vermutlich die Mutter von Robert, wobei jedoch unsicher ist, ob sie die Frau des jüngeren oder älteren John de Briwes war. Nach dem Tod seines Vaters erbte Robert de Briwes das Gut Staple Fitzpaine in Somerset, das er bis zu seinem Tod besaß. Am 31. Mai 1229 leistete er König Heinrich III. für das Gut Hommage. Im April 1233 erhielt er für Staple Fitzpaine das Marktrecht. Vor Juni 1239 heiratete er Beatrice, eine Tochter von Walter of Evermuth. Sie brachte als Mitgift das Gut von Theydon Mount in Essex mit in die Ehe. Im Juni 1239 erhielt Briwes auch für dieses Gut das Marktrecht sowie das Recht, einen Jahrmarkt abzuhalten. 1239 oder 1240 erhielten Briwes und seine Frau von Walter of Evermuth weiteren Landbesitz bei Runham in Norfolk, den Briwes bis zu seinem Tod besaß. Weiteren Grundbesitz besaß er zusammen mit seiner Frau in Lincolnshire und Nottinghamshire.

## Dienst als Beamter und Richter
Von 1232 bis 1234 und von 1237 bis 1239 diente Briwes als Sheriff von Norfolk und Suffolk. Von 1239 bis 1240 gehörte er zu den Richtern, die unter dem Vorsitz von Robert of Lexinton eine Gerichtsreise durch Northamptonshire unternahmen. 1248 belehnte Briwes Lexinton mit seinem Gut von Theydon Mount, so dass Lexinton sein Vasall wurde. Lexinton erhielt von ihm auch das Pfründenbesetzungsrecht für das Rektorat von Theydon Mount. Nach mehrjähriger Pause war Briwes ab Anfang der 1250er Jahre wieder für die Krone tätig. Im August 1250 wurde er als Richter in einem Assize Court in Südwestengland eingesetzt. Dazu sollte er einen Streit zwischen William Button, dem Bischof von Bath und Wells und dem Abt von Glastonbury untersuchen. In einem weiteren Streit zwischen Gefolgsleuten von Erzbischof Walter de Gray von York und Gefolgsleuten von Bischof Robert Grosseteste von Lincoln sollte er zusammen mit dem Richter Henry of Bath ein Urteil fällen. Von 1250 bis 1251 gehörte Briwes zu den Richtern, die eine Gerichtsreise durch Norfolk und Suffolk durchführten. Ab September 1251 gehörte er zu den Richtern, die eine Gerichtsreise durch Nordengland und den Midlands unternahmen. In den nächsten Jahren erhielt er regelmäßig weitere Ernennungen zum Richter. Ende der 1250er Jahre wurde er zum Ritter geschlagen. Am 13. April 1257 wurde Briwes zum rangniederen Richter am Common Bench ernannt, wofür er spätestens seit den frühen 1260er Jahren ein jährliches Gehalt von £ 40 erhielt. Er erhielt aber auch weitere Ernennungen für verschiedene Gerichtskommissionen und Gerichtsreisen. Von 1261 bis 1263 leitete er Gerichtsreisen in Devon, Cornwall und Somerset.

## Rolle während des Zweiten Kriegs der Barone
Während des Machtkampfs zwischen einer Adelsopposition und König Heinrich III. und während des daraus folgenden Zweiten Kriegs der Barone unterstützte Briwes loyal den König. Nachdem dieser gegen Ende 1261 zwischenzeitlich die Kontrolle über die Regierung zurückgewonnen hatte, diente Briwes zeitweise als Verwalter von Taunton Castle. Während der Herrschaft der von Simon de Montfort geführten Adelsopposition von Mai 1264 bis August 1265 wurde Briwes als Anhänger des Königs nicht als Richter eingesetzt. Nach dem Sieg der königlichen Partei in der Schlacht von Evesham im August 1265 war Briwes an der Umverteilung des Landbesitzes der besiegten Rebellen beteiligt, wobei seine Rolle nicht unumstritten war. Briwes Vasall Robert of Lexinton war 1250 gestorben und hatte sein Gut von Theydon Mount an seinen Bruder John vererbt. Nach dessen Tod 1257 fiel das Gut an dessen Großneffen Robert of Sutton. Dieser hatte aber während des Zweiten Kriegs der Barone auf der Seite der Rebellen gekämpft, worauf der König das Gut beschlagnahmte und im Oktober 1266 an Briwes zurückgab. Dann beanspruchte jedoch Richard de Tany, Lord of Stapleford, ein Nachbar von Briwes in Essex, das Gut und präsentierte eine Urkunde, nach der er einen älteren Besitzanspruch hätte. Daraufhin ließ Briwes die Urkunde durch den Common Bench untersuchen. Die Urkunde wurde als Fälschung bezeichnet, worauf das Gut wieder an Briwes fiel. Robert de Sutton wurde aber vermutlich nach Zahlung einer Strafe rehabilitiert und gelangte vor dem Tod von Briwes wieder in den Besitz des Gutes.

## Aufstieg zum Chief Justice of the Bench und Rückzug
Zu Michaelis 1268 war Briwes in einen weiteren Streit um Landbesitz in Somerset und Wiltshire verwickelt. Sein Kontrahent war Robert Walerand, der während des Bürgerkriegs ebenfalls auf der Seite des Königs gekämpft hatte. Walerand behauptete, dass Briwes den Streit begonnen hatte, als er alleiniger Chief Justice of the King’s Bench gewesen sei und dass er durch diese Stellung seine Macht missbraucht hätte. Der Ausgang dieses Streits ist nicht überliefert, doch dies ist das erste bekannte Beleg eines Chief Justice für den King’s Bench. Ab wann Briwes das Amt bekleidet hatte, kann nicht genau geklärt werden, doch vermutlich erhielt er es vor dem 8. März 1268, als ihm ein jährliches Gehalt von 100 Mark bewilligt wurde. Seine Amtszeit als Chief Justice währte jedoch nur kurz, denn bereits am 6. November 1269 wurde er durch Richard of Staines abgelöst und aufgefordert, seine Schriftrollen, Schreiben und andere Dokumente zu übergeben. Bis mindestens 1272 diente er weiter als Richter an Assize Courts, doch es gibt Hinweise, dass er die Gunst des Königs verloren hatte. Möglicherweise blieb er nicht in London und zog sich auf seinen Landbesitz zurück. Zwischen Ende 1274 und Sommer 1275 wurde er drei Mal aufgefordert, Schriftrollen von seiner Tätigkeit als Richter zu übergeben. Dazu wurde er am 24. Juni 1275 aufgefordert, seine Schulden gegenüber der Krone im nächsten Jahr in zwei Raten zu begleichen. Er starb vor dem 28. August 1276, als die Regierung die Überprüfung seines Landbesitzes nach seinem Tod anordnete.

## Nachkommen und Erbe
Aus seiner Ehe mit Beatrice of Evermuth hatte er mindestens einen Sohn:
- Sir John de Briwes

Nach dem Tod seiner ersten Frau Beatrice hatte er eine Frau namens Margery geheiratet, deren Herkunft unbekannt ist. Er hatte dazu eine Tochter, wobei ungeklärt ist, ob sie aus seiner ersten oder zweiten Ehe stammte. Seinem Sohn vererbte er neben seinen Gütern in Somerset und Essex weitere Güter in Norfolk, Gloucestershire, Hampshire und Surrey.